# Nazret
För staden Nasaret, se Nasaret. För hårdrocksgruppen Nazareth, se Nazareth.

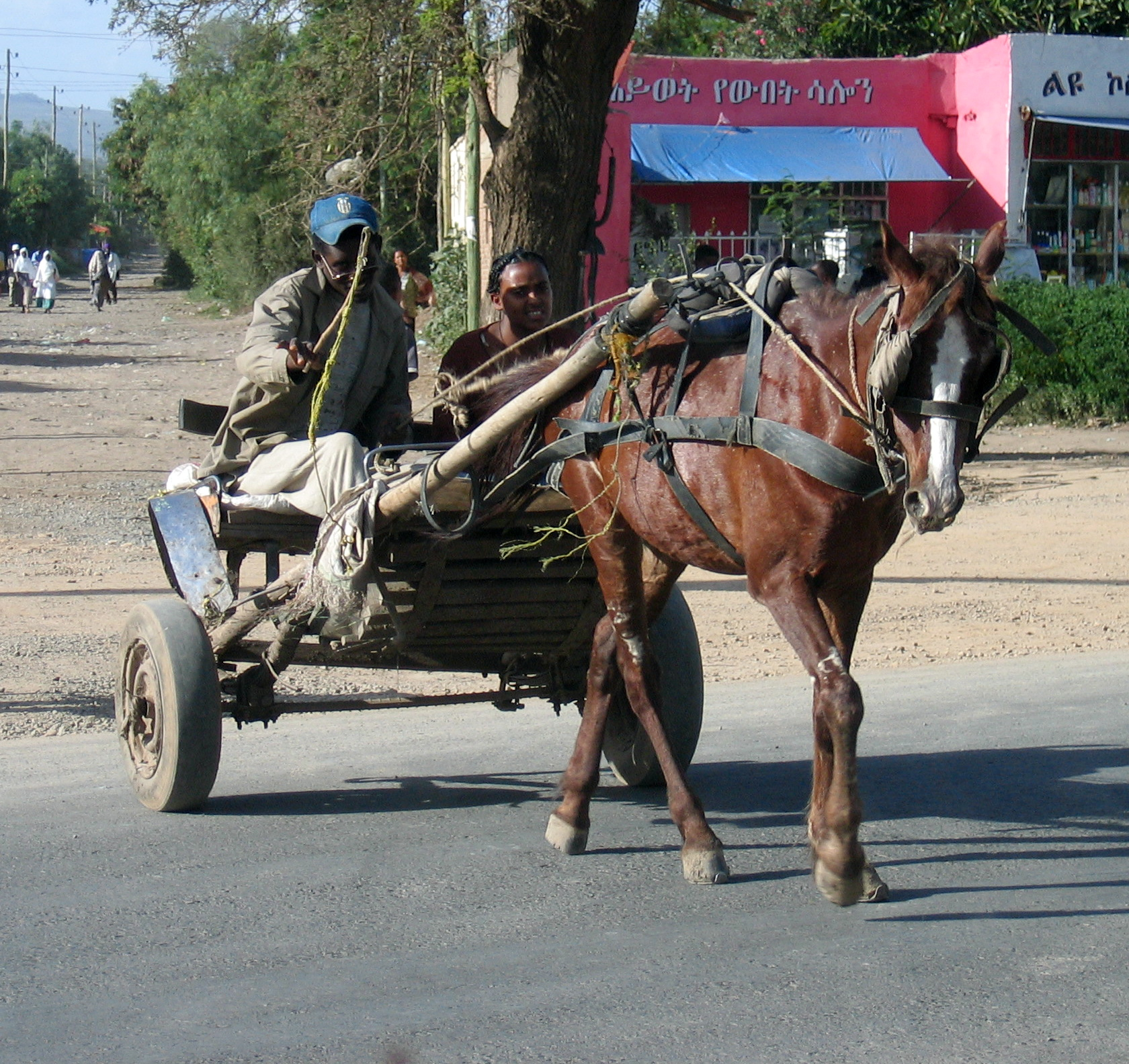
Häst med vagn i Nazret.

Nazret (officiellt på oromo Adama) är den tredje största staden i Etiopien och är administrativ huvudort för regionen Oromia. Den är belägen mitt i landet och beräknades ha 260 611 invånare 2011. Nazret utgör administrativt en av regionens speciella zoner. Merparten av invånarna tillhör folkgruppen oromo.